# Joe Viera

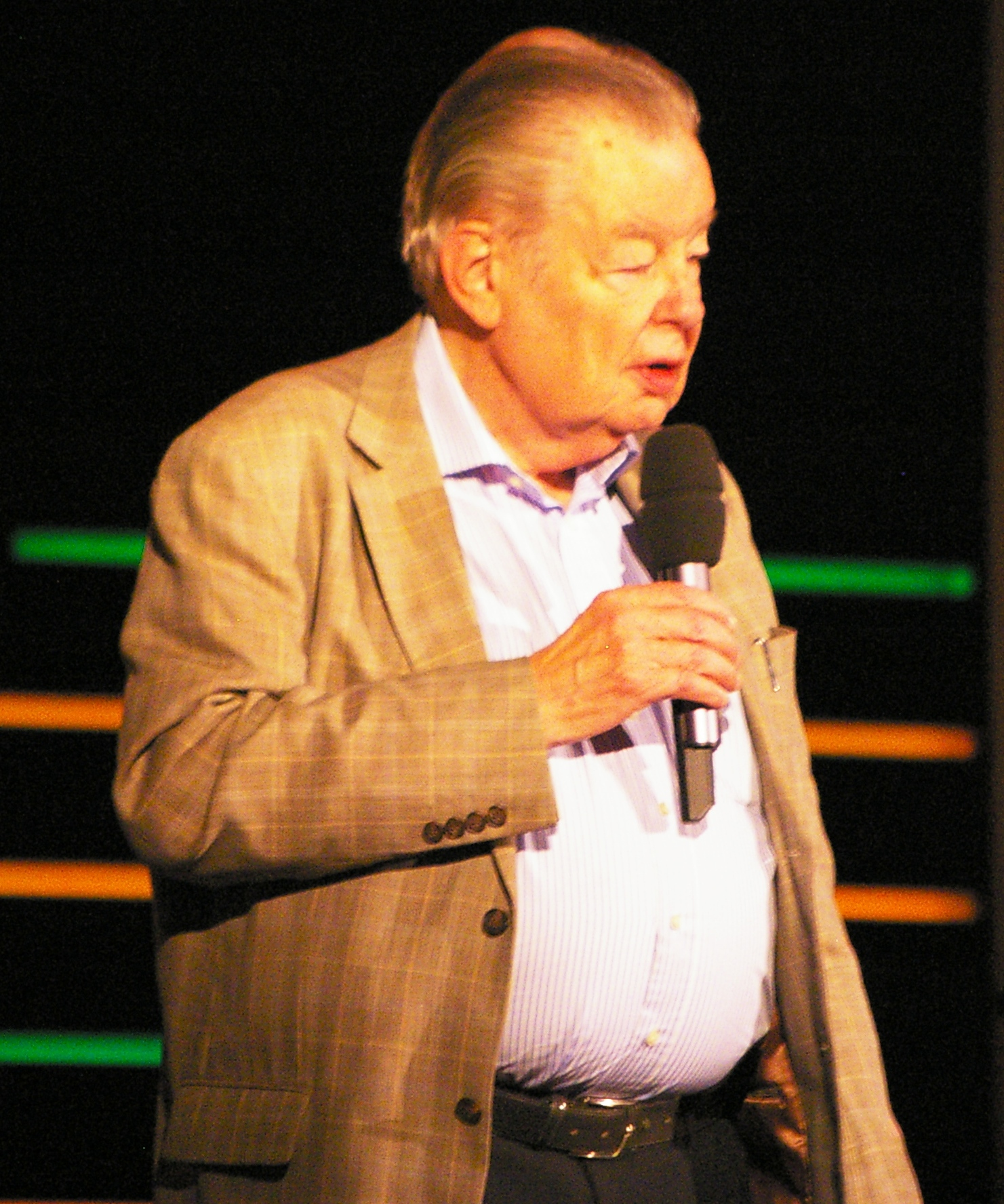
Joe Viera in Burghausen (2011)

Josef „Joe“ Viera (* 4. September 1932 in München; † 7. April 2024) war ein deutscher Jazz-Saxophonist und -Pädagoge.

## Leben und Wirken
Nach einem Studium der Physik an der Technischen Universität München war Viera als Musiker, Arrangeur, Lehrer und Autor tätig. Seine ersten Instrumente waren Sopran- und Altsaxophon, später wechselte er zum Tenorsaxophon. Er begann von 1955 bis 1957 in der Band Hot Dogs. Danach gründete er im Bereich des traditionellen Jazz die Riverboat Seven. Daneben spielte er ab 1962 im Duo mit dem Pianisten Erich Ferstl und im Trio mit Bassist Manfred Eicher. Ab 1969 arbeitete er im Quartett mit Ed Kröger, Sigi Busch und Heinrich Hock und ab 1976 im Sextett (u. a. mit Dieter Ilg, Hannes Clauss und Martin Schrack). Später gehörte Hans-Jürgen Bock zu seinem Trio.
Ab 1960 hat Viera Seminare, Workshops und Vorträge (z. T. auch in anderen Ländern Europas) gegeben und organisiert. 1970 begann er mit der Herausgabe der reihe jazz, einer umfangreichen Serie von Jazzunterrichtswerken (Übersetzungen in Polnisch, Schwedisch und Griechisch), für die er ausgezeichnete Instrumentalisten hinzuzog. Von 1971 bis 1998 unterrichtete Joe Viera an Ilse Storbs Jazzlabor der Universität-Gesamthochschule Duisburg (1981 Professor), von 1980 bis 1985 an der Hochschule für Musik Würzburg und daneben von 1971 bis 1997 an der Musikhochschule Hannover, seitdem an der Universität München und an der Universität Passau (bis 2018). Er war Mitbegründer der Internationalen Jazz-Föderation und der Union Deutscher Jazzmusiker (ab 1988 erster Vorsitzender).
Gemeinsam mit Helmut Viertl begründete er 1970 die Internationale Jazzwoche Burghausen, deren künstlerischer Leiter er bis zu seinem Tod war.
Im Jahr 1993 gründete Viera gemeinsam mit dem damaligen Referatsleiter Musik an der Akademie für Lehrerfortbildung und Personalführung in Dillingen, Walter A. Neubeck, die Lehrer Big Band Bayern (LBB Bayern), als deren musikalischer Leiter er bis Ende 2000 fungierte. Er nahm mit diesem Ensemble mehrere CDs auf.
Viera erhielt 1996 den Verdienstorden der Bundesrepublik Deutschland (Verdienstkreuz am Bande), 2021 den Bayerischen Verdienstorden.

## Diskographische Hinweise
- Joe Viera Sextett Kontraste. Calig 1978 (mit Jochen Rose, Axel Prasuhn, Martin Schrack, Detlev Beier, Hans Clauss, Gerhard Laber)